# 真缓步纲
真缓步纲（学名：Eutardigrada）是缓步动物门下的一个纲。

## 下属分类
本纲包括以下目：
- 离爪目 Apochela 
  - 小斑熊虫科 Milnesiidae Ramazzotti，1962
- 并爪目 Parachela